# 黒磯パーキングエリア
黒磯パーキングエリア（くろいそパーキングエリア）は、栃木県那須塩原市鹿野崎にある東北自動車道のパーキングエリア。黒磯板室インターチェンジが併設されているが、相互利用はできない。

## 施設
上下線共に黒磯板室IC建設のため一時閉鎖となり、ハイウェイショップ・トイレの改修工事も同時に行なわれた。下り線は2007年7月27日に、上り線は2007年12月20日にそれぞれリニューアルオープンした。

### 上り線（宇都宮・東京方面）
- 管理：ネクスコ東日本エリアトラクト[1]
- 運営：山崎製パン (株)[2]
- 駐車場[2]
  - 大型：14台
  - 小型：21台
  - 身障者用
    - 小型：1台
- トイレ[2]
  - 男性：大2（和式1・洋式1）・小6
    - オストメイト対応設備が設置されている[3]。

  - 女性：6（和式1・洋式5）
    - オストメイト対応設備が設置されている[3]。

  - 身障者用：1
- フードコート（7:00 - 20:00）[2]
- ベーカリーコーナー（6:00 - 20:00）[2]
- 生活・暮らし
  - コンビニエンスストア「デイリーヤマザキ」（24時間）[2]
  - ATM「イーネット」（24時間）
  - E-NEXCO Wi-Fi SPOT
- 喫煙所
- 自動体外式除細動器（AED）
- 高速道路サービス
  - ハイウェイ情報ターミナル
  - 一般道からの出入口（ウォークインゲート）[2]
  - ETC履歴プリンタ（24時間）
  - ハイウェイスタンプ（24時間）

### 下り線（福島・仙台方面）
- 管理：ネクスコ東日本エリアトラクト[1]
- 運営：山崎製パン (株）[4]
- 駐車場[4]
  - 大型：13台
  - 小型：22台
  - 身障者用
    - 小型：1台
- トイレ[4]
  - 男性：大2（和式1・洋式1）・小6
    - オストメイト対応設備が設置されている[3]。

  - 女性：6（和式1・洋式5）
    - オストメイト対応設備が設置されている[3]。

  - 身障者用：1
- フードコート（6:00 - 20:00）[4]
- ベーカリーコーナー[4]
- 生活・暮らし
  - コンビニエンスストア「デイリーヤマザキ」（24時間）[4]
  - ATM「イーネット」（24時間）
  - E-NEXCO Wi-Fi SPOT
- 喫煙所
- 自動体外式除細動器（AED）
- 高速道路サービス
  - ETC履歴プリンタ（24時間）
  - ハイウェイスタンプ（24時間）

## 隣
E4 東北自動車道
(11-1)矢板北PA/SIC - (12)西那須野塩原IC - (12-1)黒磯板室IC/黒磯PA - (13)那須IC - (13-1)那須高原SA/SIC